# پنوموسیستیس جیرووسی

پنوموسیستیس جیرووسی.

پنوموسیستیس جیرووسی (به انگلیسی: Pneumocystis jirovecii) نوعی قارچ مانند مخمر و یک ارگانیسم یوکاریوتی (یاخته دارای هسته سلولی) است که در انسان موجب بروز گونه‌ای عفونت ریوی به نام سینه‌پهلو پنوموسیستیس، به ویژه در افراد دچار ضعف ایمنی و مبتلایان به عفونت ایدز می‌شود. این قارچ پیش‌تر پنوموسیستیس کارینی (Pneumocystis Carinii) نامیده می‌شد.

## بیماریزایی
بیماری سینه‌پهلو پنوموسیستیس انتشاری جهانی داشته به عنوان یک عفونت فرصت طلب در بیمارانی با ضعف ایمنی مانند ایدز، لنفوم هوچکین، سارکوئیدوز و شیمی درمانی دیده می‌شود.
علایم شایع سینه‌پهلو پنوموسیستیس شامل سرفه خشک (بدون خلط)، تب، تنگی نفس و تندی ضربان قلب می‌باشد. درمان سینه‌پهلو به‌طور معمول با استفاده از کوتریموکسازول صورت می‌پذیرد. افراد مبتلا به عفونت ایدز، پس از یک بار ابتلاء به سینه‌پهلو پنوموسیستیس بایستی برای تمامی عمر درمان پروفیلاکسی دریافت کنند (پروفیلاکسی ثانویه).